# Майоров, Анатолий Владимирович
Анатолий Владимирович Майоров (1925—2013) — военный авиационный инженер, полковник, учёный в области надёжности бортового оборудования воздушных судов, доктор технических наук (1976), профессор (1981), лауреат Государственной премии СССР (1979), заслуженный деятель науки и техники РФ (1995).

## Биография

### Ранние годы
Родился 6 декабря 1925 года в в Ростове-на-Дону. В 1942 году добровольцем пришёл в военкомат и был направлен на факультет электроспецоборудования в Военно-воздушную инженерную академию имени Н. Е. Жуковского. Во время обучения проходил стажировку техником в 25-м авиационном полку дальнего действия на подмосковном аэродроме Монино. Участвовал в подготовке самолётов к вылетам, занимались подвеской авиабомб. Участвовал в Параде Победы.

### Военная служба и научная деятельность
После войны Майоров окончил академию и получил назначение в Дальнюю авиацию, где служил  на должностях старшего техника эскадрильи, инженера полка по электрооборудованию, старшего инженера дивизии по авиационному и наземному электрооборудованию, инженера корпуса по приборному оборудованию, инженера–инспектора воздушной армии. В пятидесятых годах XX века принимал участие в работах по обеспечению эксплуатационной надежности систем электронной автоматики нового тогда самолёта Ту-4.
После защиты кандидатской диссертации проходил службу в ГосНИИ ЭРАТ ВВС на должностях ведущего инженера, старшего научного сотрудника, начальника отдела. Участвовал в работах по улучшению качества военной авиационной техники согласно выпущенному в феврале 1961 года Постановлению Коммунистической партии и Правительства СССР.
Совместно с учеными и специалистами академии имени Н. Е. Жуковского Майоров выполнял исследования в области методов ускоренных испытаний электрооборудования и электронной автоматики для оценки и подтверждения их надежности. В рамках этих работ в период 1965—1970 годы совместно с Г. П. Шибановым, Г. К. Москатовым, Н. П. Потюковым и др. были разработаны методы ускоренного лабораторного воспроизведения воздействия условий эксплуатации на бортовое оборудование самолётов и вертолётов и проведены испытания ряда изделий с низкой надёжностью. По результатам исследований были внедрены в серийное производство конструктивные мероприятия по повышению безотказности и долговечности изделий, совершенствованию режимов их технического обслуживания и ремонта. Выполненные Майоровым теоретические разработки указанных методов легли в основу его докторской диссертации.
Он сделал вклад в создание методов расследования авиационных происшествий в части технологии восстановления информации о полёте с повреждённых бортовых индикаторов и приборов, найденных на месте катастрофы.
После увольнения в запас в 1982 году Майоров работал в ГосНИИ ГА, НЭЦ АУВД ГА, ГосНИИ «Аэронавигация» старшим (с 1992 года) и главным (с 1996 года) научным сотрудником. Основным направлением его работ было внедрение методов диагностики аппаратуры и эксплуатации по техническому состоянию пилотажно-навигационных систем и комплексов. Внёс вклад в создание и сертификацию самолётов Ту-204, Ил-96-300, в том числе, во внедрение прогрессивных методов технической эксплуатации их бортового оборудования.
Преподавал на кафедре безопасности полётов МГТУ ГА.

## Награды и звания
- Заслуженный деятель науки и техники РФ (19.12.1995)[1]
- Лауреат  Государственной премии СССР (1979) — за создание комплекса научных методов и технических средств установления причин и предупреждения отказов и аварий летательных аппаратов военной авиации[4]
- Награждён медалями, нагрудным знаком «Отличник Аэрофлота»[1]